# Maxwell (enhet)
Maxwell är enheten för magnetiskt flöde i cgs-systemet, uppkallat efter James Clerk Maxwell. Ett tidigare namn på enheten var line. 
1 Mx = 1 gauss·cm² = 10-8 weber.